# Carnevalesca
Cet article concerne le film d'Amleto Palermi. Pour le morceau Ouverture carnevalesca, voir Ottorino Respighi.
Pour plus de détails, voir Fiche technique et Distribution.
Carnevalesca  («  carnavalesque ») est un film du cinéma muet réalisé en 1918 par Amleto Palermi d'après un scénario de Lucio D'Ambra. Le film a été restauré en 1993 par la Cineteca di Bologna. L'exemplaire a été trouvé à Montevideo.

## Synopsis
L'action de ce bouquet de quatre carnavals se déroule dans un château de Malaisie. Le carnanal blanc montre les jeunes enfants d'un suzerain et leurs cousins et cousines qui s'amusent. Les ans passent. Luciano, héritier de la couronne tombe amoureux de Lyda. C'est le carnaval azur.
Mais quand il s'aperçoit que quand certains essaient de lui soustraire Lyda, il renonce au trône et s'enfuit avec elle. La fuite du prince alimente les ambitions des cousins qui aspirent au sceptre et finiront par se détruire mutuellement. C'est le carnaval rouge.
Carlo figure parmi les prétendants au trône. Il pense être choisi, mais il craint que le vieux ne change d'avis et rappelle l'héritier légitime. Ainsi il trame un complot contre Luciano et le poignarde. C'est le carnaval noir,.

## Fiche technique
- Titre : Carnevalesca
- Réalisation : Amleto Palermi
- Scénario : Lucio D'Ambra
- Maison de production : Cines
- Photographie : Giovanni Grimaldi
- Genre : Drame
- Format : B/N, film muet
- Pays de production :  Royaume d'Italie
- Année : 1918
- Durée : 87 minutes

## Distribution
- Lyda Borelli
- Mimi
- Livio Pavanelli
- Renato Visca